# Petasos

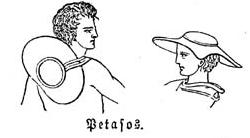
Illustration från Meyers Konversations-Lexikon

Petasos (grekiska: πέτασος) var under antiken en vidbrättad hatt med låg rund kulle, gjord av läder, filt eller halm. Den användes av greker, romare och etrusker. Personer som bar petasos var bland andra resenärer, herdar och jägare, men den var också (tillsammans med manteln chlamys) vanlig klädsel för Atens efeber, och användes som solskydd av romerska överklassen. På grund av hattens kopplingar till resande avbildas Hermes ofta med den. Den fanns i en thessalisk, en arkadisk och en lakonisk variant.